# Ministerio de Desarrollo Social (Guatemala)
El Ministerio de Desarrollo Social (MIDES) es el ente ministerial perteneciente al Gabinete de Gobierno de Guatemala, encargado de la rectoría de las políticas en materia de desarrollo social. Tiene por finalidad mejorar la calidad de vida de la población, con énfasis en la que vive en situación de pobreza y pobreza extrema, promoviendo el ejercicio de sus derechos, el acceso a oportunidades y el desarrollo de capacidades, asegurando su participación en los procesos de desarrollo del país.
Este ministerio se encarga del diseño, formulación, regulación, dirección y ejecución de los programas sociales del país. Entre los programas que maneja (heredado del gobierno de Álvaro Colom), algunos son los siguientes:
- Bono Seguro
- Bolsa Segura
- Comedor Seguro
- Beca Segura

Fue creado el 25 de enero de 2012 por el Congreso de la República, sustituyendo inmediatamente al Consejo de Cohesión Social, quien era el ente rector anterior.

## Logotipos

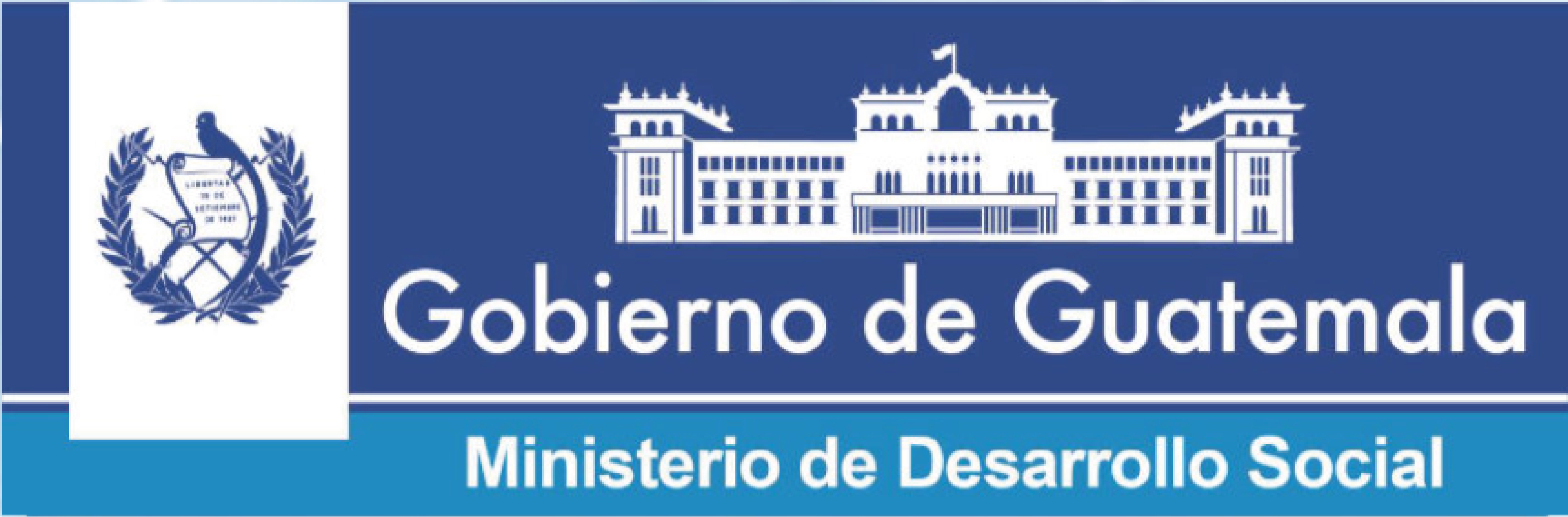
Logotipo durante la presidencia de Otto Perez Molina (2012-2015)
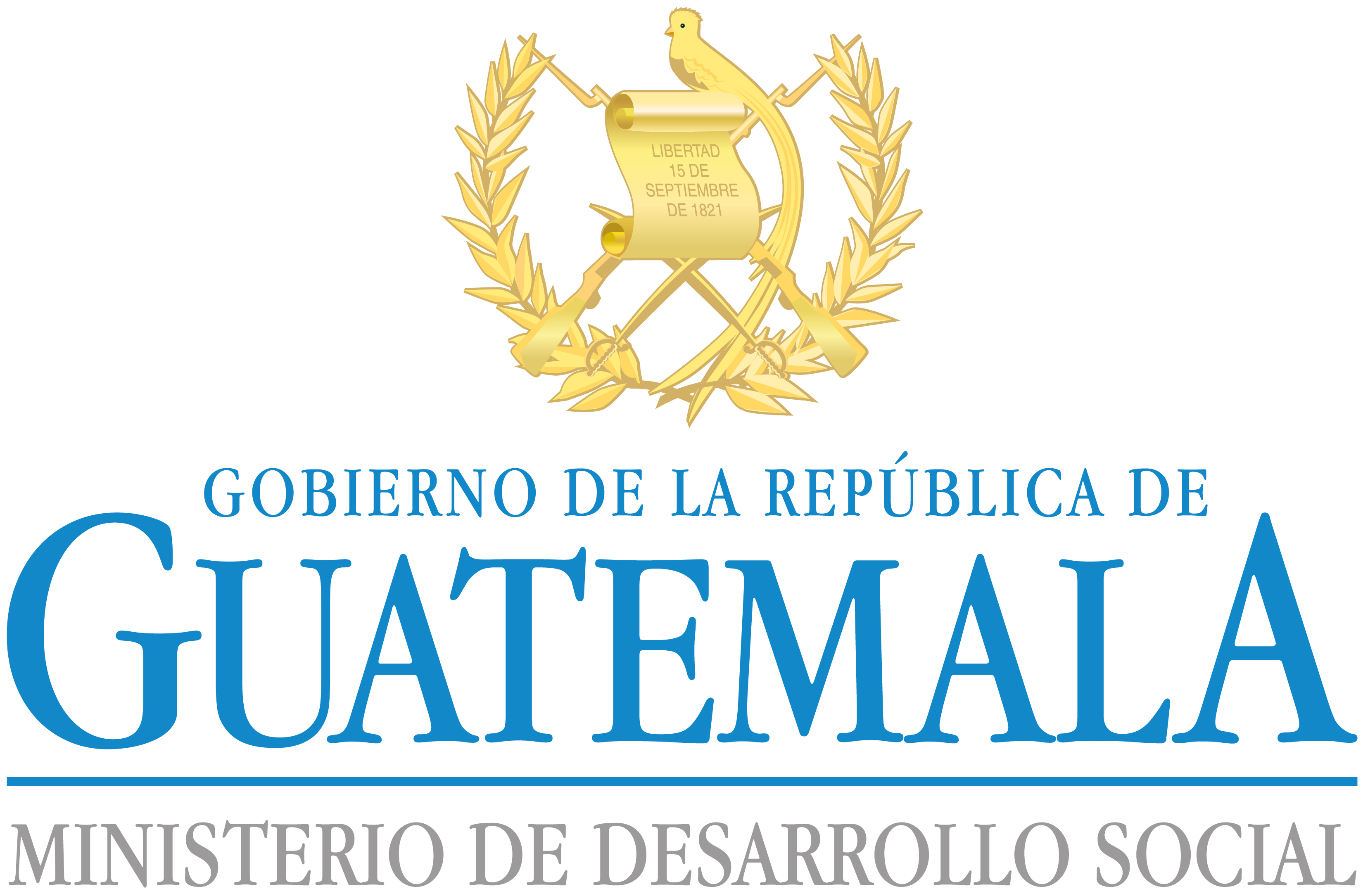
Logotipo durante la presidencia de Jimmy Morales (2016-2020)
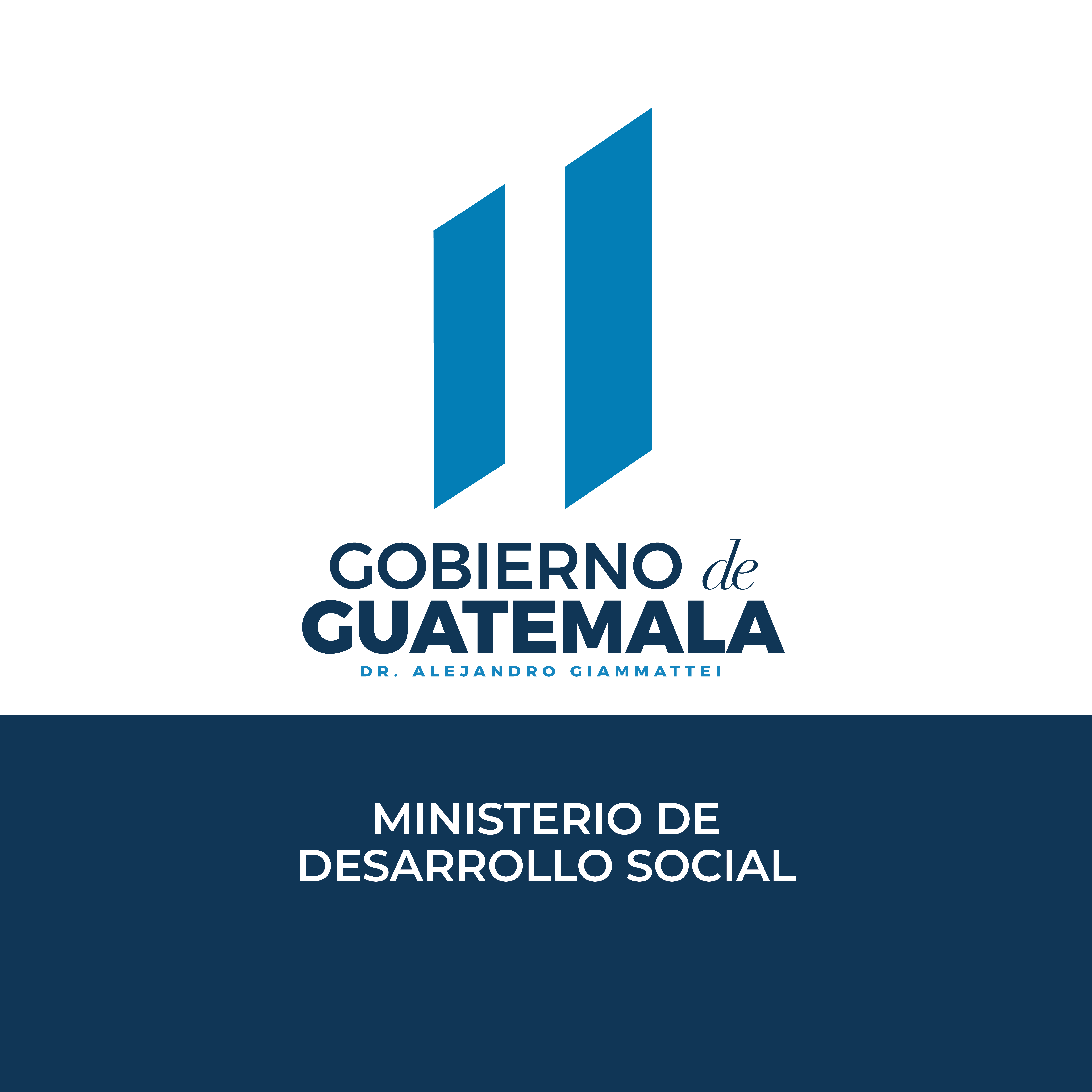
Logotipo durante la presidencia de Alejandro Giammattei (2020-2024)

## Lista de Ministros de Desarrollo Social
| N.º | Nombre                          | Retrato | Mandato                                     | Presidente                  |
| --- | ------------------------------- | ------- | ------------------------------------------- | --------------------------- |
| 01  | Luz Elizabeth Lainfiesta Soto   |         | 25 de enero de 2012 - 14 de junio de 2013   | Otto Pérez Molina           |
| 02  | Edgar Leonel Rodríguez Lara     |         | 14 de junio de 2013 - 2 de octubre de 2015  | Otto Pérez Molina           |
| 03  | Norma Haydeé Quixtan Garcia     |         | 2 de octubre de 2015 - 14 de enero de 2016  | Alejandro Maldonado Aguirre |
| 04  | José Guillermo Moreno Cordón    |         | 14 de enero de 2016 - 28 de julio de 2017   | Jimmy Morales               |
| 05  | Ennio Orlando Galicia Muñoz     |         | 8 de agosto de 2017 - 16 de enero de 2018   | Jimmy Morales               |
| 06  | Alcides René Obregón Muñoz      |         | 16 de enero de 2018 - 23 de abril de 2018   | Jimmy Morales               |
| 07  | Carlos Fernando Velásquez Monge |         | 23 de abril de 2018 - 14 de enero de 2020   | Jimmy Morales               |
| 08  | Raúl Romero Segura              |         | 14 de enero de 2020- 15 de octubre de 2022  | Alejandro Giammattei        |
| 09  | Héctor Melvyn Caná Rivera       |         | 15 de octubre de 2022 - 14 de enero de 2024 | Alejandro Giammattei        |
| 10  | Abelardo Pinto Moscoso          |         | Desde el 15 de enero de 2024                | Bernardo Arévalo            |

## Casos de corrupción relacionados con el Ministerio de Desarrollo Social
Que se le retire la inmunidad a cuatro diputados de la bancada Libertad Democrática Renovada (Líder) y un alcalde para que puedan ser investigados abiertamente, fue la petición que presentó el 6 de julio de 2015 el Ministerio Público (MP) y la Comisión Internacional Contra la Impunidad en Guatemala (CICIG) ante la Corte Suprema de Justicia. 
Los diputados Luis Adolfo Chávez y Mirza Arreaga fueron denunciados por el jefe del Ministerio de Desarrollo Social, Edgar Leonel Rodríguez, en junio de 2015, por supuestas negociaciones que los legisladores quisieron hacer con él para lograr adjudicar varios contratos a empresas relacionadas con ellos.  De ser retirada la inmunidad, Chávez y Arreaga enfrentarían una investigación por tráfico de influencias y abuso de autoridad.
Por otra parte, el diputado Mario Yanes Guerra fue denunciado por el ministro de Desarrollo Social debido a que aparentemente el diputado solicitó varias plazas de trabajo en el renglón 029 para personas cercanas a él.  Por su parte, el titular del Ministerio de Desarrollo tiene una solicitud de antejuicio por la compra de maquinaria por Q100 millones para el Fondo de Desarrollo Social y la Pesquisidora del caso ha pedido en su informe que se retire la inmunidad del Ministro.
El 7 de julio los diputados Chávez y Arrega arremetieron en contra de la CICIG, acusándola de realizar un teatro político y que no eran sus voces las que se escuchaban en las conversaciones grabadas; sin embargo, el partido los separó de la entidad para que aclaren su situación judicial. El secretario del partido indicó que esta medida aplica también para aquellos diputados que en el futuro estén involucrados en la misma situación: solicitud de antejuicio por corrupción. Ahora bien, aunque se solicitó la separación de los congresistas, estos continúan siendo parte de la bancada del partido LIDER y, además, mientras no se presente la carta de expulsión ante el Registro de Ciudadanos del Tribunal Supremo Electoral (TSE), estos siguen participando en la busca de la reelección con LIDER.
Las transcripciones de las conversaciones telefónicas que sostuvieron los diputados evidencian posibles pactos políticos entre diputados de bancadas supuestamente rivales.